# Asparagina
L'asparagina è un amminoacido polare e non essenziale. È una molecola chirale.
L'enantiomero L è uno dei 20 amminoacidi ordinari che entrano nella costituzione delle proteine. È l'ammide dell'acido aspartico: la sua catena laterale reca un gruppo carbossammide.
Il suo nome deriva dall'essere stata inizialmente isolata da estratti di asparago. Le proprietà diuretiche di questo ortaggio derivano in parte dalla capacità che ha l'asparagina di irritare l'epitelio renale secernente. Ad alcuni suoi metaboliti venne originariamente imputato il tipico odore che assumono le urine di chi si è cibato di asparagi. In seguito si è scoperto che oltre all'abbondante produzione di N-metilurea, il fenomeno è da imputare al contenuto di alcuni composti solforati tipici di questo alimento.
L'asparagina è attivamente captata dalle cellule di alcuni tumori, che la usano per la replicazione cellulare. In passato, infatti, uno dei farmaci impiegato nella cura palliativa di certe leucemie era l'enzima asparaginasi, di origine batterica, che veniva iniettato per via endovenosa; nel torrente sanguigno l'enzima degradava l'asparagina ad acido aspartico e ioni ammonio, privando così le cellule leucemiche di un loro nutriente essenziale.
L'enzima isolato da diverse fonti batteriche è stato inserito in protocolli chemioterapici per leucemia linfoblastica acuta e linfoma.
Essendo necessaria per il metabolismo dell'alcol, viene impiegata nella preparazione di formulazioni per il trattamento dei postumi da ubriacatura. Assieme alla glutammina ed alla creatina, inoltre, la si può ritrovare tra i preparati da banco che vengono assunti in caso di astenia organica o durante lunghe convalescenze.
L'asparagina è presente in dosi maggiori nella parte esterna del caffè, nei germogli degli asparagi e nelle patate. L'asparagina libera è necessaria per la formazione di acrilammide, sostanza tossica volatile che si produce per la reazione di Maillard in quantità crescenti con la temperatura e i tempi di cottura. Non è nota la formazione di acrilammide con la cottura a vapore.
Nature ha pubblicato uno studio condotto da oncologi nel quale si è evidenziato che l'asparagina, nei casi di persone affette da tumori al seno, favorisce la diffusione di metastasi.